# 5408-as mellékút (Magyarország)
Az 5408-as mellékút egy közel 54 kilométeres hosszúságú, négy számjegyű mellékút Bács-Kiskun és Csongrád-Csanád vármegyék területén; Kiskunhalas központjától húzódik Szeged belterületének nyugati részéig.

## Nyomvonala
Kiskunhalas központjától keletre, Kiskunhalas vasútállomás közelében ágazik ki az 5402-es útból, nem sokkal annak az 52. kilométere után, nyugat felé. Alig száz méter után délnek fordul, egy darabig az állomáson áthaladó vasútvonalakkal párhuzamosan húzódik, közben – nagyjából 400 méter után – elhalad az 5402-es felüljárója alatt. Ott már a Szegedi út nevet viseli, így keresztezi kicsivel arrébb a Kiskunhalas–Kiskunfélegyháza-vasútvonal vágányait. Hamarosan keletebbi irányt vesz, így halad el a büntetés-végrehajtás helyi objektumai mellett, de 2,4 kilométer után már külterületen folytatódik.
9,3 kilométer után, ott már egyértelműen keleti irányt követve szeli át Zsana határát, majd – néhány enyhébb irányváltást követően – nagyjából ugyanúgy éri el e község lakott területének északnyugati szélét is, a 14+750-es kilométerszelvénye táján. Kevesebb, mint egy kilométeren át húzódik a falu északi peremvidékét kísérve, közben kiágazik belőle egy számozatlan, alsóbbrendű önkormányzati út, amely eredendően Kiskunmajsa felé biztosított nyílegyenes összeköttetést a zsanaiak számára, ma már azonban inkább csak mezőgazdasági útként szolgál.
20,3 kilométer után lép az út Kiskunmajsa területére, ahol rövid időn belül két elágazása is következik. 20,7 kilométer megtételét követően kiágazik belőle az 5429-es út dél felé, Pusztamérges-Balotaszállás irányába, alig fél kilométerrel odébb pedig az 5409-es út torkollik bele északról, a kiskunmajsai városközpont felől. Ezt követően elhalad a város Gárgyán nevű, különálló külterületi településrésze mellett, annak déli szélén – Lepke utca néven – és nagyjából 23,4 kilométer után elhagyja Kiskunmajsát.
A folytatásban egy jó darabig még Üllés, és egyben Csongrád-Csanád vármegye határszélét kíséri, kelet-északkeleti irányban húzódva, ebben a 24,7 kilométer elérése hoz változást: ott ugyanis az út kicsit délebbnek fordul, s ezzel teljesen üllési területre ér, maga mögött hagyva Bács-Kiskun vármegyét. A 30+350-es kilométerszelvényét elhagyva szeli át a belterület északnyugati határát, majd alig pár lépéssel arrébb kiágazik belőle délnyugat felé az 5433-as út Ruzsa községbe. Üllés belterületén végig a Dorozsmai út nevet viseli, így hagyja maga mögött a települést, 32,4 kilométer után.
33,7 kilométer után szeli át az út Bordány nyugati határszélét, ugyanott torkollik bele északkelet felől, Forráskút központja irányából az 5426-os út. 36,5 kilométer megtételét követően találkozik Bordány legnyugatibb házaival, a belterületen a Kossuth Lajos utca nevet viseli. A központ keleti részében, 37,8 kilométer után kiágazik belőle délnek a Zákányszéken át Mórahalomig vezető 5432-es út, és kevesebb, mint egy kilométeren belül ki is lép a község lakott területei közül. 40,2 kilométer után még egy elágazása következik Bordány határain belül: ott az 5427-es út torkollik bele északkelet felől, Zsombó központja irányából.
43,5 kilométer után elhalad Bordány, Zsombó és Szeged hármashatára közelében, de Zsombó területét ennél jobban nem is érinti, innentől már a megyeszékhely határai közt húzódik, Bordányi út néven. Elhalad Sziksós külterületi városrész északi részén, majd a belterülettől ugyancsak különálló Subasa városrészt határolja észak felől. 48,5 kilométer megtételét követően felüljárón, csomópont nélkül áthalad az M5-ös autópálya felett, majd beér Kiskundorozsma házai közé, ahol az egykor önálló település főutcájaként húzódik, Széksósi út néven.
A központban, 50,3 kilométer után áthalad egy körforgalmon, ahol észak felől beletorkollik az 5405-ös út (Kiskunmajsa-Forráskút-Zsombó felől), onnét a Dorozsmai út nevet viseli. 51,7 kilométer után egy újabb körforgalmon halad át, ott a Szeged belterületét nyugat felől elkerülő 502-es főutat keresztezi, majdnem pontosan egy kilométerrel arrébb pedig átszeli a Cegléd–Szeged-vasútvonal vágányait. Kevéssel ezt követően pedig véget is ér, beletorkollva az 5-ös főútba, majdnem pontosan annak a 166. kilométerénél.
Teljes hossza, az országos közutak térképes nyilvántartását szolgáló kira.gov.hu adatbázisa szerint 53,725 kilométer.

## Története
Az 1930-as évek közepén már a teljes mai hosszában mellékúti kiépítettségben létező út volt, így tünteti fel a kereskedelem- és közlekedésügyi miniszter 70 846/1934. számú rendelete alapján 1937-ben kiadott közlekedési térkép.

## Települések az út mentén
- Kiskunhalas
- Zsana
- Kiskunmajsa-Gárgyán
- Üllés
- Bordány
- Szeged-Kiskundorozsma
- Szeged